# NGC 1298
NGC 1298 è una galassia ellittica situata nella costellazione dell'Eridano, a una distanza di circa 302 milioni di anni luce dalla nostra Via Lattea.

## Scoperta
La galassia è stata scoperta il 4 gennaio 1864 dall'astronomo tedesco Heinrich d'Arrest.